# Vjatsjeslav Chrynin
Vjatsjeslav Aleksandrovitsj Chrynin (Russisch: Вячеслав Александрович Хрынин) (Moskou, 10 maart 1937 – aldaar, 30 oktober 2021) was een basketballer die uitkwam voor het basketbalteam van de Sovjet-Unie. Hij heeft verschillende medailles gekregen waaronder Meester in de sport van de Sovjet-Unie in 1965 en Geëerde Coach van de Sovjet-Unie in 1982. Ook kreeg hij de Orde van de Volkerenvriendschap en het Ereteken van de Sovjet-Unie.

## Carrière
Chrynin begon zijn carrière in 1954 bij SKIF Moskou. In 1959 ging hij spelen bij MBK Dinamo Moskou. Hij speelde in 1963 voor CSKA Moskou in de EuroLeague en won de finale van Real Madrid uit Spanje met 2-1 in wedstrijden. In 1963 werd hij Landskampioen van de Sovjet-Unie met RSFSR Moskou.

## Erelijst
- Landskampioen Sovjet-Unie: 1
  - Winnaar: 1963
- EuroLeague: 1
  - Winnaar: 1963
- Olympische Spelen:
  - Zilver: 1964
- Wereldkampioenschap:
  - Brons: 1963
- Europees Kampioenschap: 2
  - Goud: 1963, 1965